# Nikolai Petrowitsch Gorbunow

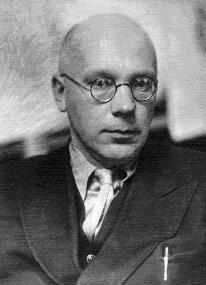
Nikolai Petrowitsch Gorbunow (1936)

Nikolai Petrowitsch Gorbunow (russisch Николай Петрович Горбунов; * 9. Junijul. / 21. Juni 1892greg. in Krasnoje Selo; † 7. September 1938 in Moskau) war ein sowjetischer Chemiker, Politiker und zeitweise persönlicher Sekretär Lenins.

## Leben
Gorbunow, Sohn eines Ingenieurs, studierte am Petrograder Technologischen Institut mit Abschluss 1917. Im August 1917 trat er in die Sozialdemokratische Arbeiterpartei Russlands (Bolschewiki) ein und leitete das Informationsbüro des Allrussischen Zentralen Exekutivkomitees. Nach der Oktoberrevolution war er von November 1917 bis Dezember 1920 Sekretär des Rats der Volkskommissare der RSFSR und persönlicher Sekretär Lenins. Daneben war er von 1918 bis 1919 Vorsitzender des Kollegiums der wissenschaftlich-technischen Abteilung des Obersten Rats für Volkswirtschaft der RSFSR.
Im Russischen Bürgerkrieg war Gorbunow von Juli bis September 1919 der Beauftragte des Revolutionären Kriegsrats der RSFSR in der 14. und 13. Armee der Südfront der Roten Armee. 1919 bis 1920 war er Chef der Polit-Abteilung der 14. Armee. Von Juni bis Dezember 1920 war er nacheinander Mitglied des Revolutionären Kriegsrats der 14. und 13. Armee und der 2. Reiterarmee. Er erhielt den Rotbannerorden.
Gorbunow war von 1923 bis Dezember 1930 der erste Sekretär des Rats der Volkskommissare der UdSSR. Daneben war er von 1923 bis 1929 Rektor der nach Nikolai Bauman benannten Moskauer Technischen Hochschule. Von 1928 bis 1932 war er Vorsitzender der wissenschaftlichen Kommission des Komitees für Chemie-Industrialisierung. 1929 bis 1930 war er Vizepräsident der Allrussischen Lenin-Akademie für Landwirtschaft.
1928 leitete Gorbunow eine Deutsch-Sowjetische Alai-Pamir-Expedition mit Willi Rickmer Rickmers, Jewgeni Abalakow, Nikolai Krylenko und Otto Schmidt, 1933 die Erstbesteigung des Pik Stalin, bei der er kurz vor dem Gipfel zusammenbrach und schwere Erfrierungen erlitt.
1930 bis 1932 war Gorbunow Vizedirektor des Karpow-Instituts für Chemie. 1931 bis 1934 war er Mitglied des Gosplan der UdSSR.
Ab 1935 war Nikolai Gorbunow Sekretär und Vollmitglied der Akademie der Wissenschaften der UdSSR als Nachfolger Wjatscheslaw Wolgins. Gorbunows Nachfolger war Nikolai Brujewitsch.
Am 19. Februar 1938 wurde Gorbunow im Zuge der Stalinschen Säuberungen verhaftet und am 7. September 1938 zum Tode verurteilt und erschossen im Gebäude des Militärkollegiums des Obersten Gerichts der UdSSR. Am 13. März 1954 wurde er rehabilitiert. 2001 wurde eine Gedenktafel im Kolumbarium des Nowodewitschi-Friedhofs angebracht.
Gorbunow war in zweiter Ehe verheiratet mit Margarita Alexandrowna Smoljaninowa, die 1938 gleichzeitig mit ihrem Mann verhaftet worden war, aber später freigelassen wurde. Ihr gemeinsamer Sohn Andrei (1921–2003) war Kernphysiker.
Ein meteorologisches Observatorium auf dem Fedtschenko-Gletscher trägt Gorbunows Namen.

## Werke
- Lenin : Erinnerungen eines Sekretärs des Rats der Volkskommissare